# Campionati mondiali di canoa polo
I campionati mondiali di canoa polo (in lingua inglese ICF Canoe Polo World Championships) rappresentano la più importante competizione di questa discliplina. Sono organizzati dall'International Canoe Federation e hanno cadenza biennale. La prima edizione si è svolta nel 1994 a Sheffield, la più recente nel 2016 a Siracusa, in, Italia. Fin dalla prima edizione si sono svolti in contemporanea i tornei nelle categorie maschile senior e femminile senior. Dall'edizione 2006 si è aggiunta la competizione riservata alla formazioni under 21 maschili, mentre per la prima volta nel 2010 il torneo è stato aperto anche alle selezioni femminili under 21.

## Medagliere
Uomini senior
| Posizione | Paese       | Oro | Argento | Bronzo | Totale |
| --------- | ----------- | --- | ------- | ------ | ------ |
| 1         | Paesi Bassi | 3   | 2       | 1      | 6      |
| 2         | Francia     | 3   | 1       | 1      | 5      |
| 3         | Australia   | 3   | 0       | 0      | 3      |
| 4         | Regno Unito | 2   | 1       | 2      | 5      |
| 5         | Italia      | 1   | 2       | 4      | 7      |
| 6         | Germania    | 0   | 5       | 3      | 8      |
| 7         | Spagna      | 0   | 0       | 1      | 1      |

Donne senior
| Posizione | Paese         | Oro | Argento | Bronzo | Totale |
| --------- | ------------- | --- | ------- | ------ | ------ |
| 1         | Germania      | 5   | 4       | 1      | 10     |
| 2         | Regno Unito   | 4   | 4       | 0      | 8      |
| 3         | Australia     | 2   | 1       | 2      | 5      |
| 4         | Francia       | 0   | 1       | 6      | 7      |
| 5         | Nuova Zelanda | 0   | 1       | 1      | 2      |
| 6         | Paesi Bassi   | 0   | 0       | 1      | 1      |

Uomini under-21
| Posizione | Paese         | Oro | Argento | Bronzo | Totale |
| --------- | ------------- | --- | ------- | ------ | ------ |
| 1         | Francia       | 3   | 2       | 0      | 5      |
| 2         | Germania      | 2   | 0       | 1      | 3      |
| 3         | Regno Unito   | 1   | 1       | 1      | 3      |
| 4         | Spagna        | 1   | 0       | 1      | 2      |
| 5         | Paesi Bassi   | 0   | 2       | 0      | 2      |
| 6         | Italia        | 0   | 1       | 2      | 3      |
| 7         | Danimarca     | 0   | 1       | 0      | 1      |
| 8         | Giappone      | 0   | 0       | 1      | 1      |
| 9         | Nuova Zelanda | 0   | 0       | 1      | 1      |

Donne under-21
| Posizione | Paese         | Oro | Argento | Bronzo | Totale |
| --------- | ------------- | --- | ------- | ------ | ------ |
| 1         | Germania      | 2   | 2       | 0      | 4      |
| 2         | Francia       | 2   | 1       | 0      | 3      |
| 3         | Polonia       | 0   | 1       | 0      | 1      |
| 4         | Nuova Zelanda | 0   | 0       | 2      | 2      |
| 5         | Regno Unito   | 0   | 0       | 1      | 1      |
| 6         | Giappone      | 0   | 0       | 1      | 1      |

## Risultati della nazionale italiana ai mondiali
La nazionale maschile italiana ha preso parte a tutte le edizioni dei campionati mondiali. Il miglior risultato è stato la vittoria dell'edizione del 2016, altri piazzamenti significativi sono stati: il secondo posto ottenuto nelle edizioni del 1996 e del 2006, mentre in 3 occasioni gli azzurri hanno conquistato il bronzo: 1998, 2008 e 2010. In campo femminile invece il miglior risultato è il 5º posto del 1994.